# Chrysops cursim
Chrysops cursim är en tvåvingeart som beskrevs av Whitney 1879. Chrysops cursim ingår i släktet Chrysops och familjen bromsar. Inga underarter finns listade i Catalogue of Life.